# Gödestads distrikt
Gödestads distrikt är ett distrikt i Varbergs kommun och Hallands län. 
Distriktet ligger vid öster om Varberg. 
Gödestad distrikt består av de fem byarna, Algustorp, Båtsberg, Gödestads by, Ljungstorp och Långås. 

## Tidigare administrativ tillhörighet
Distriktet inrättades 2016 och utgörs av socknen Gödestad i Varbergs kommun.
Området motsvarar den omfattning Gödestads församling hade vid årsskiftet 1999/2000.